# 山田龍真
山田 龍真（やまだ りゅうしん、1941年 -）は、大阪府出身の修験道行者、僧侶。求菩堤山奥之院住職。求菩提山千日回峰行者（大行満）。

## 略歴
1941年、大阪府布施市（現・東大阪市）生まれ。1960年、19歳で父親の経営する鮮魚店を継ぎ、店舗拡大、結婚、3人の子宝に恵まれながら順風満帆な人生を送る。
27歳の時、全身に激痛を伴う原因不明の病に倒れ、やむなく店舗と住居を捨てて福岡県行橋市に移住。その地で生涯の師・丸塚法現との出会い、亡母の供養を行ったところ、一晩で病が完治するという奇跡を体験。この一件をきっかけに、30歳で出家得度。教学を8年間学ぶ。
1976年、39歳で伝法灌頂を受け、阿闍梨となる。
1980年4月、求菩提山頂七日間断食般若心経一万巻転読。
1980年10月、龍門岳不動窟七日間断食般若心経一万巻転読。
1981年2月、求菩提山中禊場四日間断食、厳寒滝行。
1981年6月、龍王院道場二十一日間焼八千枚落叉護摩供。
1982年4月、求菩提山七合目七日間即身成仏行（土中行）。
1983年2月、求菩提山五合目十日間即身成仏行（土中行）。
1983年10月、常行堂二十一日間焼十万枚護摩供。
1983年12月12日、千日回峰行入山。
1986年9月9日、千日行満行。一千座焼百万枚護摩供。常行堂千日間、結願焼十万枚護摩供。
1987年9月6日、龍門岳百日山籠り入山。
1987年12月14日、百日山籠り満行。般若心経五万巻転読。
1988年5月、龍王院本堂十日間焼十万枚護摩供。
1989年9月、龍王院本堂百日間焼百万枚護摩供。
1990年12月、求菩提山六合目七日間即身成仏行（土中行）。
1991年2月、常行堂十日間焼十万枚護摩供。
1992年12月、龍王院本堂十日間焼十万枚護摩供。
1993年1月3日、畢（おわんぬ＝修行を終えたという意）。

## 著書
- 『行者魂』ルネッサンスアイ、2014年
- 『われ、かく荒行せり』現代書林、1997年
- 『墓に宿る霊が家運衰退を引き起こす』ルネッサンスアイ、2014年
- 『霊を視る』講談社、1996年
- 『大行満・山田龍真の霊魂の不思議な世界』現代書林、1997年
- 『だって、生きてるんだもんね』現代書林、1997年